# نظام التحليل الإقليمي الاستراتيجي ودعم المعرفة
نظام التحليل الإقليمى الاستراتيجى ودعم المعرفة (ReSAKSS) أُسِّس عام 2006 وهو يقوم بجمع وتحليل المعلومات للمساعدة في تصميم وتقييم استراتجيات التنمية الريفية وضبط تقدُم برنامج التنمية الزراعة الأفريقية الشاملة (CAADP).
برنامج تنمية الزراعة الأفريقية الشاملة هو برنامج تابع للاتحاد الأفريقى ومبادرة الشراكة الجديدة لتنمية أفريقيا (نيباد NEPAD) والتي تهدف إلى زيادة الميزانية القومية المخصصة للزراعة.

## خلفية
في الأقتصاديات التي تعتمد على الزراعة في أفريقيا بوجه خاص فإن الزراعة هي القطاع الذي لا يؤثر على تقليل الفقر والأمن الغذائى فقط؛ ولكن يمكن أيضًا أن تعزز النمو الاقتصادي وتحافظ على البيئة.
قامت البلدان الأفريقية بتأسيس «برنامج التنمية الزراعية الشاملة» لتحقق هذه الأهداف وتحقيق اطار مُسائلة مشتركة لقياس تقدُم البرنامج.
«نظام التحليل الأقليمى الأستراتيجى ودعم المعرفة» يعلب دوراً هاماً في نظام المراقبة هذا عن طريق جمع البيانات ذات الصلة وضمان تحليل منهجى.
في عام نوفمبر عام 2009عُقد مؤتمر لتقيم التقدُم في انجاز برنامج التنمية الزراعية الشاملة في البلدان الأفريقية مع وجود عدة دول تجاوزت هدف ال10% من ميزانيتها للزراعة.

### استخدام البيانات
وإلى جانب التحليل الاستراتيجي وإدارة المعلومات والبيانات وأنشطة تعزيز القدرات لدعم تنفيذ البرنامج الشامل، وإبلاغ السياسات وعمليات صنع القرار في أفريقيا بشكل عام فإن بيانات «نظام التحليل الأقليمى الأستراتيجى ودعم المعرفة» تُستخدم بواسط ة ممثلين آخرين لتحليل ومراقبة التنمية الزراعية الأفريقية.

## هيكل المبادرة
تُحكم المبادرة بواسطة اللجان الموجودة في رئاسة مفوضية الاتحاد الأفريقي (AUC) وخطة الشراكة الجديدة لتنمية أفريقيا (نيباد) ووكالة التنسيق (NPCA) على مستوى القارة الأفريقية، عن طريق السوق المشترك لشرق وجنوب أفريقيا (COMESA)، والمجتمع الاقتصادي لدول غرب أفريقيا (ECOWAS)، ودول جنوب أفريقيا النامية (SADC) لكل المناطق الأفريقية الفرعية.
توفر لجان التوجيه مع ممثلين من أصحاب المصالح المختلفة لبرنامج الزراعة الأفريقية الشاملة التوجيه السياسي والأستراتيجى لنظام التحليل الأقليمى الأستراتيجى ودعم المعرفة.
توجد العقد/ المقرات الأقليمية في ثلاث مراكز إفريقية للمجموعة الاستشارية للبحوث الزراعية الدولية ((CGIAR وهي: المعهد الدولى للزراعة المدارية (IITA) في ايبادان _نيجيريا ،المعهد الدولى لأبحاث الثروة الحيوانية (ILRI) في نيروبى_كينيا، والمعهد الدولى لإدارة المياه (IWMI) في بريتوريا_جنوب أفريقيا بالتعاون مع المعهد الدولى لبحوث محاصيل المناطق الأستوائية شبه الجافة (ICRISAT).
ويقدم المعهد الدولى لبحوث السياسات الغذائية (IFPRI) المساهمة الكاملة للعقد الثلاث.
نظام التحليل الإقليمى الاستراتيجى ودعم المعرفة ومكوناته الإقليمية والدولية يتلقى الدعم من الوكالة الأميريكية للتنمية الدولية (USAID)، ووزارة التنمية الدولية في المملكة المتحدة (DFID)، والوكالة السويدية للتعاون الدولى من أجل التنمية (SIDA)، ومؤسسة بيل وميليندا جيتس.